# Alcântara
Alcântara là một đô thị thuộc bang Maranhão, Brasil. Đô thị này có diện tích 1483,232 km², dân số năm 2007 là 21229 người, mật độ 14,31 người/km².